# Fric Show
Le Fric Show est une émission de télévision québécoise animée par Marc Labrèche et présentée à la Télévision de Radio-Canada en 2006 et 2007.

## Concept
Cette émission satirique tourne autour de thèmes tels l’argent, les chefs d’entreprises, les petits payeurs d’impôts, les billets de banque canadiens, le porte-feuille national. Son enjeu : la consommation omniprésente, la vente sous pression, la mondialisation. Son but : démontrer que le consommateur a plus de pouvoir que l’on ne pourrait penser et que des choix lui sont offerts au quotidien.
L'émission n'est pas une émission d'affaires publiques ou journalistique. Il s'agit d'un « hybride », mêlant la fiction, l'information de faits réels et vérifiés, ainsi que des sketches, le tout sur un ton humoristique, sarcastique, décapant et divertissant. Légèrement pamphlétaire, elle a un net parti pris : convaincre que la surconsommation de nos sociétés est un cirque, un leurre, une folie.
Avec une petite ambiance à la Barnum, l'émission et son décor baroque a des personnages secondaires comme Gus, un culturiste, Poussin, le nain, souffre-douleur du Fric Show, et Pichounette, une contorsionniste. La série joue donc ainsi avec l'idée de freak show.
Ainsi, sur un montage rapide et avec une bonne direction photo, des textes mordants et souvent absurdes livrés par son animateur légèrement fou (Marc Labrèche), on apprend - par exemple - qu'une voiture vendue 26 000 $ coûte 12 000 $ à produire, qu'il faut 240 heures de cours pour devenir agent immobilier au Québec, l'argent fait par de grandes sociétés américaines, les poubelles, et que certains omnipraticiens font de la chirurgie plastique avec des conséquences catastrophiques.

### Fausses publicités
Deux fausses publicités sont produites par émission. Elles sont insérées aléatoirement dans les blocs publicitaires, aux côtés des publicités habituelles. Ces « pub » sont reliées au sujet abordé et parodient souvent une grande compagnie.

### Contenu sexuel explicite
L'émission du 26 avril 2007 comportait des scènes de nudité et de sexualité explicite ; elle a fait l'objet d'une décision du Conseil de la radiodiffusion et des télécommunications canadiennes en octobre de la même année selon laquelle ce genre d'émission devait être diffusé après 21 heures.

### Place dans l'offre télévisée
Cette émission a été considérée par Claude Gauvreau de l'UQAM comme participant au « mélange des genres » entre information, opinion et divertissement à la télévision.

## Épisodes
Saison 1
1. Les produits ménagers
2. L'eau
3. Le pétrole
4. Les pilules
5. Les grandes surfaces
6. Les animaux de compagnie
7. Les T-shirts
8. Les produits de beauté
9. Les véhicules
10. Les banques
11. L'immobilier
12. La mode
13. Les jouets

Saison 2
1. La chirurgie plastique
2. Les régimes amaigrissants
3. La mondialisation
4. Le tourisme de masse
5. La mort
6. La musique
7. Le marché de la peur
8. L'industrie du porno
9. Le bio
10. La croissance personnelle
11. Les poubelles
12. Les vedettes
13. Les bébés

## Fiche technique
- Animateur : Marc Labrèche
- Concepteur et script éditeur : Iann Saint-Denis[4]
- Auteurs : Nicolas Handfield, Pascal Henrard, Pierre-Michel Tremblay & Iann Saint-Denis
- Réalisateurs : Marc Cayer, Pascal Brouard
- Recherchistes : Carole Caron, Annie Richer, Capucine Powers, Sophie-Anne Legendre, Annick Charlebois, Kim-Soo Landry
- Producteur : Monique Simard (Virage)[5]
- Directeur photo : Frédérick Kaïra Inc. Jouin
- Monteur : Elric Robichon
- Décors & accessoires : Reno Hébert & Nicolas Marsan

## Récompenses et distinctions
L'émission fut récipiendaire de quatre prix Gémeaux en 2006 et 2007, soit ceux de meilleure réalisation (2), meilleur montage et meilleur décor. Elle fut nommée deux fois en 2008 dans les catégories meilleur texte et meilleure réalisation. L'émission fut aussi sélectionnée pour participer au prestigieux INPUT 2006 qui présente, chaque année, les productions télévisuelles les plus innovatrices de la télévision publique des quatre coins du monde.

## Diffusion
Diffusée le jeudi à 21 h 30 à la Télévision de Radio-Canada lors de la première saison (2006), elle est déplacée à 19 h 30 lors de la deuxième (2007).